# Khalid Abdalla
Khalid Abdalla (arabsko: خالد عبد الله, Khālid 'Abd Allāh;), britansko-egipčanski igralec in aktivist, * 26. oktober 1980, Glasgow, Škotska, Združeno Kraljestvo.
Zaslovel je leta 2006 v filmu United 93, kjer je Abdalla igral pilota in ugrabitelja letala Leta 93 United Airlines, Ziada Jarraha iz terorističnih napadov 11. septembra 2001. Kot Amir je igral v filmu The Kite Runner, z Mattom Damonom pa je igral v filmu Zeleno območje, njegovem drugem filmu z režiserjem Paulom Greengrassom. Abdalla je igral tudi kot Sam v dokumentarcu Jehaneja Noujaima o tekoči egiptovski revoluciji The Square, ki je leta 2013 na festivalu Sundance dobil nagrado občinstva.
Abdalla je član upravnega odbora državnega festivala študentske drame. Leta 2011 je Abdalla postal eden od ustanovnih članov Mosireen Collective v Kairu: skupina revolucionarnih filmskih ustvarjalcev in aktivistov, namenjenih podpiranju državljanskih medijev po Egiptu po Mubarakovem padcu. Tri mesece po začetku je Mosireen postal najbolj gledan neprofitni YouTube kanal v Egiptu vseh časov in na vsem svetu januarja 2012.